# Parco della Pineta di Appiano Gentile e Tradate
Il parco della Pineta di Appiano Gentile e Tradate è un'area naturale protetta della Lombardia che si estende su una area di oltre 48 km² tra la provincia di Varese e la provincia di Como. Il suo territorio tocca 15 comuni, l'unico dei quali completamente situato all'interno del Parco è Castelnuovo Bozzente dove si trova anche la sede dell'Ente.
La maggior parte del territorio del Parco è composto da proprietà private a bosco e coltivi. Sono inoltre presenti cascine e aziende agricole, alcune aree residenziali realizzate nello scorso secolo e la località detta la "Pinetina" dove ha sede il Centro Sportivo Angelo Moratti, luogo di allenamento della squadra di calcio dell'Inter, e il percorso del Golf Club La Pinetina.
All'interno del parco sono presenti, inoltre, il sito di interesse comunitario e zona speciale di conservazione "Pineta pedemontana di Appiano Gentile" (codice SIC: IT2020007), gestito dall'ente parco, e l'Osservatorio astronomico di Tradate FOAM13.

## Geografia, morfologia e idrografia
Il Parco si colloca nella fascia pedemontana lombarda, allo sbocco delle grandi vallate prealpine e a monte della pianura padana. Il panorama è un sistema di terrazzi a ferretto compreso tra gli abitati Appiano Gentile, Binago, Tradate e Mozzate. È caratterizzato da una conformazione di origine morenica estesa a tutto l'anfiteatro comasco. L'orizzonte geomorfologico è il risultato di corrosione e deposito glaciale. L'altopiano della Pineta si trova alla convergenza dei fronti dei ghiacciai che scesero dal Verbano, dal Lario e dal Ceresio. Durante le glaciazioni, i ghiacciai e le loro acque di fusione costituirono le morene tramite grandi accumuli di sedimenti, i quali, nei periodi a clima più mite, sono stati profondamente incisi dall'azione dei corsi d'acqua. La pineta è attraversato da alcuni corsi d'acqua a regime torrentizio, dal XVIII secolo congiunti al bacino idrografico dell'Olona. I principali sono il torrente Bozzente, il Fontanile di Tradate, il Gradeluso e l'Antiga.
Degli oltre 4 800 ettari di parco, circa 3 500 sono costituiti da foresta. L'altitudine dell'area protetta va dai 447 m s.l.m. nel territorio di Beregazzo con Figliaro fino al minimo di 243 m s.l.m. nel territorio comunale di Mozzate.

## Storia
L'area in cui si trova il parco fu in passato zona di caccia delle famiglie Sforza e Visconti, trovandosi sul percorso verso il santuario di Santa Maria al Monte, ambita meta di pellegrinaggio. Una delle tappe era presso le famiglie Castiglioni e Pusterla. L'aumento demografico provocò un progressivo disboscamento con conseguenti danni idrologici e allagamenti provocati dall'eccessivo ingrossamento dei torrenti presenti. Una piena devastante del 1756 provocò gravissimi danni nei centri abitati di Cislago, Gerenzano, Uboldo, Origgio e Rho, intervenne Francesco III di Modena, all'epoca amministratore del governo della Lombardia incaricando l'abate Antonio Lecchi di redigere un piano di intervento per regimentare le acque e iniziare il rimboschimento. Venne costituita la Congregazione di tutti li signori possessori da Tradate a Rho e Lecchi fu in grado non solo di responsabilizzare sia i proprietari sia i contadini ma anche di fare in modo che il riassesto del territorio continuasse nel tempo. Il conte Luigi Castiglioni fu uno dei più attivi nel rimboschimento con specie nuove (robinie, quercia rossa, quercia palustre, albero dei tulipani) ma vennero piantate anche numerose specie indigene tra i quali il pino silvestre.

## La flora
Il bosco è composto da pineta (30%), castagneti (30%), robineti (25%) e querceti (15%). Il restante territorio è adibito a pascolo e all'agricoltura. Esistono ancora alcuni piccoli lembi di brughiera al confine tra i territori comunali di Carbonate e Tradate.

## La fauna

### Mammiferi
Sono stati rilevati esemplari di riccio europeo, talpa europea, coniglio selvatico, lepre, minilepre, scoiattolo comune, ghiro, moscardino, arvicola rossastra, topo selvatico e domestico, surmolotto.
Tra i Carnivori, sono presenti la volpe, il tasso, la donnola e la faina; tra gli ungulati, il cervo, il capriolo, il daino e il cinghiale.
Tra i Chirotteri, sono presenti il Serotino comune, il Verspertilio di Blith, il Vespertilio maggiore, il Vespertilio di Natterer, il Pipistrello albolimbato, il Pipistrello nano, e l'Orecchione bruno.

### Uccelli
- airone cinerino
- astore
- picchio rosso maggiore
- picchio rosso minore
- picchio nero
- picchio verde
- falco pecchiaiolo
- falco pellegrino
- falco lodaiolo
- nibbio bruno
- poiana
- gufo comune
- civetta
- quaglia
- fagiano comune[7].

Nel comune di Limido Comasco, in prossimità della Cascina Castigliona e del torrente Antiga, è presente uno stagno artificiale attrezzato per il  bird watching.

#### Roccoli
In alcuni comuni del parco Pineta sono presenti dei roccoli, strutture usate nei secoli passate per catturare uccelli.
Queste strutture sono costituite da un casello, un colonnato e un tondo.
A Binago è posizionato marginalmente al centro abitativo ed è inglobato nel Centro di Vita Associativa, un parco pubblico. È un gruppo di alberi piantati in cima ad una collinetta. In origine a sud del roccolo si collegava una bresciana, ancora oggi riconoscibile dal doppio impianto rettangolare formato da carpini bianchi. Il complesso si unisce alle aree boschive circostanti.
A Limido Comasco il roccolo è stato inserito nel Sentiero delle uccellande, gestito direttamente dal Parco Pineta. È all'interno di un'area boschiva con un'ampia radura delimitata da un pergolato di carpini bianchi ancora riconoscibile.
A Veniano la struttura venatoria è riconoscibile dall'impianto centrale del roccolo formato da carpini bianchi, a sud di questo si colloca una bresciana. Ci sono ancora tracce del casello, dove l'uccellatore si posizionava per catturare le specie aviarie. Anche questo sito è stato inserito nel Sentiero delle Uccellande da parte del Parco.
A Tradate il roccolo di Montechiaro era posizionato a nord della cittadina alle pendici di un bosco. Occupava un piccolo pianoro delimitato da due cerchi di carpini uniti fra loro esternamente da un cerchio di bassa siepe.
All'interno del Parco della Villa Caproni di Taliedo a Venegono Superiore è presente un colonnato di carpini e il casello in muratura.
Altri roccoli sono presenti ad Appiano Gentile in località Cercirolo, a Castelnuovo Bozzente, a Oltrona di San Mamette, a Lurago, a Venegono Inferiore all'interno del Seminario Pio XI.

### Rettili
Sono presenti nove specie.

### Anfibi
Sono presenti otto specie.

### Pesci
Sono presenti nove specie.

## Centro Didattico Scientifico

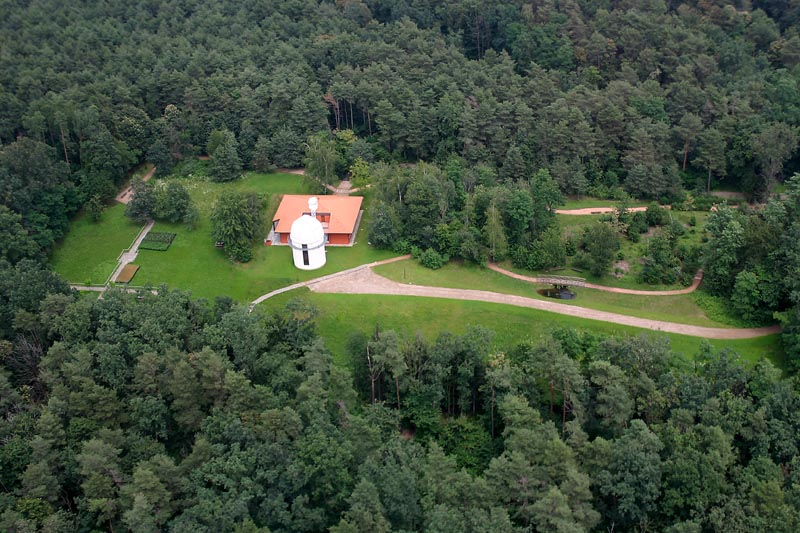
Centro didattico scientifico di Tradate (sentiero natura ed osservatorio astronomico)

Il Centro Didattico Scientifico è nato al fine di stimolare ragazzi di ogni età verso lo sviluppo di una conoscenza e coscienza scientifica, e per comprendere e preservare la natura del parco. La creazione della nuova struttura permette di accogliere visitatori, proponendo programmi di educazione ambientale indirizzati ad ogni grado scolastico e stilati in considerazione di obiettivi didattici ed educativi. La progettazione didattica affronta argomenti riguardanti le tematiche ambientali, privilegiando l'apprendimento per esperienza e coinvolgendo i ragazzi nella comprensione dei delicati equilibri alla base dell'ambiente.